# تودور أنيف
تودور أنيف (بالبلغارية: Тодор Енев)‏ مواليد 8 فبراير 1982 في بلوفديف، هو لاعب كرة مضرب بلغاري سابق بدأ مسيرته كمحترف سنة 1998 وكان يلعب باليد اليمنى، اعتزل اللعب في 2012. أعلى تصنيف له في الفردي كان المركز الـ 252 في سنة 2004. أعلى تصنيف له في الزوجي كان المركز الـ 360 في سنة 2002.

## روابط خارجية
- تودور أنيف على موقع رابطة محترفي التنس (الإنجليزية)
- تودور أنيف على موقع الاتحاد الدولي لكرة المضرب (الإنجليزية)
- تودور أنيف على موقع كأس ديفيز (الإنجليزية)
- تودور أنيف على موقع خلاصة التنس.كوم (الإنجليزية)